# Ignace Pierre VII Jarweh
Mar Ignace Pierre VII Jarweh (ou Butrus Javré, Jaroueh, Garweh, Djarweh, Giarvé) (1777-1851) fut patriarche de l'Église catholique syriaque de 1820 à 1851.

## Biographie
Pierre Jarweh est né le 9 juillet 1777 à Alep. Il est parent du patriarche Ignace Michel III Jarweh , qui prend soin de son éducation. 
Il est ordonné prêtre le 12 juin 1802 et se rend à Rome en 1805-1806. Le 14 septembre 1810, il est ordonné évêque de Jérusalem.
En 1818, après un contact avec le missionnaire protestant W. Jowett , il se rend en Europe pour recueillir des fonds ; à Londres, la Church Missionary Society lui donne 10.000 francs et à Paris Louis XVIII lui donne 8.000 francs supplémentaires. Avec ce montant, il achète une imprimerie et la fait installer au monastère de Charfet (le siège patriarcal ) au Liban afin d'imprimer la Bible et d'autres textes liturgiques en arabe. 

## Patriarche
Le 25 février 1820, il est élu Patriarche de l'Église Catholique Syriaque, mais Rome est soupçonneuse à cause du don reçu des missionnaires protestants, et il n'est confirmé patriarche que le 21 février 1828 par le pape Léon XII après qu'il s'est rendu à Rome en 1825-26.
Au cours de son patriarcat, l'Église syriaque catholique se développe, notamment au Sud-Liban et dans la région de Damas. Il obtient le ralliement de certains évêques orthodoxes syriaques, parmi lesquels Antony Samheri (évêque de Mardin et futur patriarche) et des évêques de Mossoul et Homs. A Mossoul, les Syriens catholiques et orthodoxes partagent les mêmes églises, mais chacun a ses propres prêtres.
En 1830, l'Empire ottoman reconnait l'Église catholique arménienne (qui comprenait également l'Église syriaque catholique) comme un millet, une communauté religieuse distincte au sein de l'Empire, obtenant ainsi l'émancipation civique de l'Église orthodoxe syriaque. N'ayant plus rien à craindre du harcèlement, Pierre Jarweh déplace le siège patriarcal du monastère de Charfet au Liban à Alep pour être plus proche de ses fidèles. 
En 1836, il introduit le calendrier grégorien.
 
En septembre 1850 à Alep, les musulmans attaquent les chrétiens, brûlant les églises, et le patriarche Pierre Jarweh est grièvement blessé au cou.
Il meurt le 16 octobre 1851 (ou le 16 novembre selon d'autres sources).

## Œuvres
Pierre Jarweh a laissé trois livres d'homélies et une biographie du patriarche Michel III Jarweh.